# Robert B. Laughlin
Robert Betts Laughlin (født 1. november 1950) er en amerikansk fysiker og Anne T. and Robert M. Bass Professor i fysik og anvendt fysik på Stanford University. Han modtog nobelprisen i fysik i 1998 sammen med Horst L. Störmer fra Columbia University og Daniel C. Tsui fra Princeton University, for deres forklaring af fraktionel kvante-Hall-effekt.
I 1983 skabte Laughlin den første mangefasede bølgefunktion, Laughlin-bølgefunktionen, til den fraktionelle kvante-Hall-effekt, som kunne forklare observeret fraktionering i ladning.